# Beelzebub

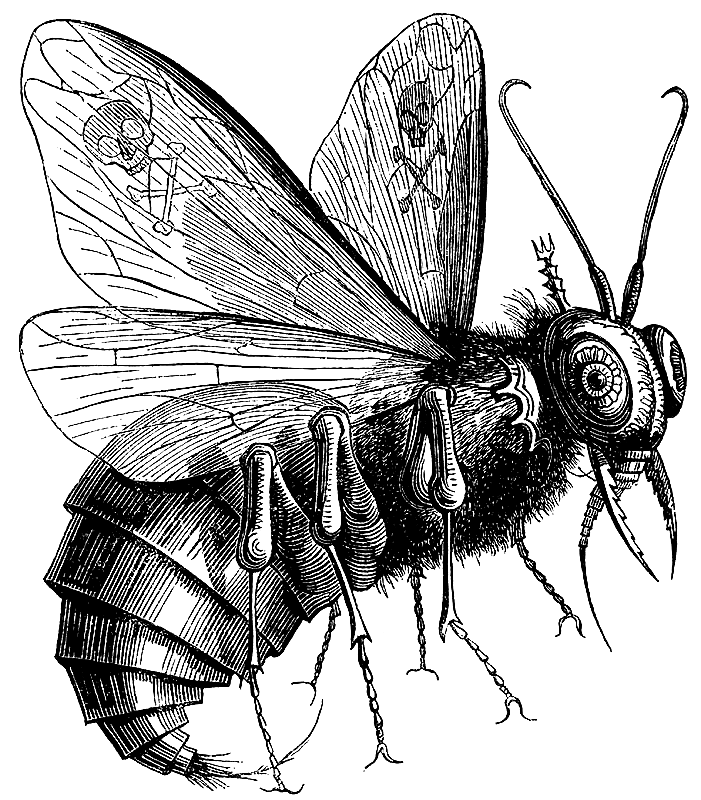
Darstellung des Beelzebubs aus dem Dictionnaire Infernal (1863)

Beelzebub (auch Belzebub, Beelzebul, Beelzebock oder Belsebub) ist in der Mythologie ein Dämon oder eine lokale Gottheit der Philister. Im übertragenen Sinne wird Beelzebub auch als andere Bezeichnung für den Teufel gebraucht.

## Etymologie
Mit dem Namen Beelzebub (hebräisch בעל זבוב Baʿal Zəvûv, arabisch بعل الزباب Ba‘al az-Zubab, wörtlich „Herr der Fliegen“; altgriechisch Βεελζεβούλ Beelzeboúl, lateinisch Beelzebūb) wird im Tanach der Stadtgott von Ekron im Land der Philister bezeichnet. Die etymologische Herkunft ist wahrscheinlich vom hebräischen Sebul („Kot“, „Dünger“) abzuleiten.
Baal Zebub wird übersetzt mit „Herr der Fliegen“ und ist vermutlich eine Verballhornung des eigentlichen Namens בעל זבול Baal Zebul („erhabener Herr“), um den heidnischen Gott zum Dämonen abzuwerten und dessen Anhänger zu verspotten. Alle Namensformen sind Beinamen des Titels Ba’al. Der eigentliche Name wurde erst aus Textvergleichen mit dem Ugaritischen erhoben. In frühjüdischer Zeit wurde der kanaanäische Wettergott Baal zum Inbegriff des Götzen. König Ahasja von Israel erbat von ihm Orakel (2. Könige 1 ).
Im rabbinischen Hebräisch hat Beelzebul die Bedeutung „Herr des Misthaufens“, abgeleitet vom hebräischen Wort zabal („düngen“), das die Rabbiner zur Umschreibung des Götzendienstes verwendeten. Das brachte ihm den Spottnamen „Mistbaal“ ein.

## Zoroastrische Dämonologie
Als Fliegendämon besitzt Beelzebub eine ältere Vorlage in der altiranischen, zoroastrischen Dämonologie: Dort ist es der weibliche Dämon Nasu, der als eine in Leichen wohnende Fliege dargestellt wurde und die Verwesung, die Unreinheit und den Zerfall verkörperte und symbolisierte. Die sich von Leichen ernährende Nasu konnte von aasfressenden Hunden und Vögeln verjagt werden, die als hilfreiche Wesen des Lichtbringers Ormuzd in Erscheinung traten.
Im überlieferten Sag-did-Ritus, bei dem es sich um einen Reinigungsritus handelte, werden bestimmte Waschungen für bestimmte Körperteile beschrieben, mit denen sich die dämonengläubigen Menschen vor dem Unheil durch die Fliegendämonen bewahren konnten.

## Neues Testament
Im Neuen Testament bei Markus (Mk 3,22 ) findet sich zuerst der Name Beelzebul. In antiken Bibelübersetzungen, etwa der lateinischen Vulgata, ist Beelzebul in Beelzebub geändert:

„Die Schriftgelehrten, die von Jerusalem herabgekommen waren, sagten: Er ist von Beelzebul besessen; mit Hilfe des Anführers der Dämonen treibt er die Dämonen aus.“

Die Änderung des Namens in Beelzebub und dessen Bedeutung geschah angelehnt an 2 Kön 1 , wo ein Baal-Sebub als Stadtgottheit im palästinensischen Ekron erwähnt wird, dessen Name mit „Herr der Fliegen“ übertragen wird. Die Kombination dieser beiden Namensformen von Beelzebub war durch deren fast gleiche Bedeutung leicht möglich.
Bei Markus (Mk 3,23,26 ) heißt es weiter:

„Da rief er sie zu sich und belehrte sie in Form von Gleichnissen: Wie kann der Satan den Satan austreiben? […] Und wenn sich der Satan gegen sich selbst erhebt und mit sich selbst im Streit liegt, kann er keinen Bestand haben, sondern es ist um ihn geschehen.“

Auch bei Matthäus (Mt 10,25  Mt 12,24,27 ) und Lukas (Lk 11,15 ) ist Beelzebub der „Anführer der Dämonen“.

## Mittelalter
Auch die mittelalterlichen Theologen und Dämonologen kannten den Beelzebub als Fliegendämon und man hielt ihn für den Fürsten des Reiches der Finsternis. Durch das Anschauen des Beelzebub sollten andere Fliegendämonen entstanden sein, etwa die große Fliege, die den langobardischen König Kunibert stach, als dieser sich mit seinen Günstlingen beriet, wie man sich zweier seiner sich ihm widersetzenden Edelleute entledigen könne.

## Beelzebub in der Literatur
In der späteren Zauberliteratur begegnet man dem Namen Beelzebub häufig als Patron der Magie. In John Miltons Epos Paradise Lost (1667) ist Beelzebub der zweithöchste Höllenfürst nach Satan.
In der Zeit der Hexenverfolgung des ausgehenden Mittelalters und der frühen Neuzeit, vom 14. bis 17. Jahrhundert, wird in verschiedenen Quellen der Begriff Beelzebock verwendet, eine Umdeutung, die zweifelsohne mit der vorgestellten Bocksgestalt des Teufels zusammenhängt. Diese Bocksgestalt wiederum ist erstmals nachgewiesen in einem Bericht eines Zauberprozesses von 1335 in Toulouse.
Als literarische Bearbeitung erschienen Charaktere namens Beelzebub in verschiedenen Werken. Diese Figuren sind zumeist als Gegenspieler der Protagonisten charakterisiert.
- Georges I. Gurdjieff: Beelzebubs Erzählungen für seinen Enkel
- Max Frisch: Biedermann und die Brandstifter, Nachspiel.
- William Golding: Herr der Fliegen (Originaltitel: Lord of the flies, 1953)
- Ralf Thenior: Die Fliegen des Beelzebub
- Andrzej Sapkowski: Der Narrenturm

## Volksmund
B(e)elzebub ist der in einigen Regionen übliche Name des Knechts Ruprecht. Die im Volksmund gebräuchliche Redewendung „Den Teufel durch Beelzebub austreiben“ (nach Mt 12,24–27 ), die auf eine Begebenheit im Lukasevangelium (11,15 ) zurückgeht, bedeutet sinngemäß, ein Übel mit einem ebenso schlimmen oder schlimmeren zu bekämpfen.

## Taxonomie
Die ausgestorbene Frosch Spezies Beelzebufo ist nach Beelzebub benannt. Der Name kann mit Teufelskröte übersetzt werden.